# Madison (Mississippi)
Pour les articles homonymes, voir Madison.
La ville américaine de Madison est située dans le comté de Madison, dans l’État du Mississippi. Lors du recensement de 2000, sa population s’élevait à 14 691 habitants.

## Personnalités Célèbres
- Tate Ellington (1979), acteur

## Source
- (en) Cet article est partiellement ou en totalité issu de l’article de Wikipédia en anglais intitulé « Madison, Mississippi » (voir la liste des auteurs).